# Samotná
Samotná (v originále La Fille seule) je francouzský hraný film z roku 1995, který režíroval Benoît Jacquot podle vlastního scénáře. Snímek měl premiéru ve Francii dne 29. května 1995.

## Děj
Valérie, která má nastoupit na místo pokojské v pařížském hotelu, právě oznámila svému příteli Rémimu, že je těhotná. On neví, jak má reagovat; musí odejít. Valérie, jejíž den je poznamenán někdy napjatými, někdy přátelskými vztahy s novými kolegy a zákazníky, se musí se vším vyrovnat. Zavolá matce a jde za Rémim během pauzy. Nakonec se rozhodne.

## Obsazení
| Virginie Ledoyen             | Valérie Sergent   |
| Benoît Magimel               | Rémi              |
| Aladin Reibel                | pan Sarre         |
| Véra Briole                  | Sabine            |
| Dominique Valadié            | matka             |
| Virginie Emane               | Fatiah            |
| Guillemette Grobon           | paní Charlesová   |
| Jean-Chrétien Sibertin-Blanc | Patrice           |
| Michel Bompoil               | Jean-Marc         |
| Hervé Gamelin                | Jean              |
| Catherine Guittoneau         | Jeanova partnerka |

## Ocenění
- César: nominace v kategorii nejslibnější herečka (Virginie Ledoyen)